# Фінальний турнір чемпіонату Європи з футболу 2012 р. (срібна монета)
«Фіна́льний турні́р чемпіона́ту Євро́пи з футбо́лу 2012 р.» — пам'ятна срібна монета номіналом 20 гривень, випущена Національним банком України, присвячена важливій спортивній події — Фінальному турніру чемпіонату Європи з футболу, який буде проведено в Україні та Польщі у 2012 році. Монета є офіційною ліцензованою продукцією УЄФА ЄВРО 2012.
Монету введено в обіг 1 грудня 2011 року. Вона належить до серії «Спорт».

## Опис монети та характеристики
| Номінал грн. | Метал           | Маса, г      | Діаметр, мм | Якість виготовлення | Гурт                           | Тираж, штук |
| ------------ | --------------- | ------------ | ----------- | ------------------- | ------------------------------ | ----------- |
| 20           | срібло (Ag 925) | 62,2 / 67,25 | 50,0        | пруф                | гладкий із заглибленим написом | 15 000      |

### Аверс
На аверсі монети розміщено: малий Державний Герб України, напис півколом «НАЦІОНАЛЬНИЙ БАНК УКРАЇНИ» (угорі), карту Європи з написами «КИЇВ» та «WARSZAWA», на тлі якої зображення логотипу ЄВРО 2012, під яким написи: «UEFA/EURO 2012™/POLAND-UKRAINE», ліворуч зазначені роки проведення чемпіонатів Європи з футболу, починаючи з 1960 року; праворуч — номінал та рік карбування монети «20/ГРИВЕНЬ/ 2011».

### Реверс
На реверсі монети зображено стилізовану композицію — стадіон «Олімпійський», на якому відбудеться фінальна гра чемпіонату, і цифри «2012», на тлі яких динамічні фігури футболістів; під композицією розміщено напис «ФІНАЛЬНИЙ ТУРНІР ЧЕМПІОНАТУ ЄВРОПИ/З ФУТБОЛУ/2012 р.», угорі — герб Києва.

## Автори

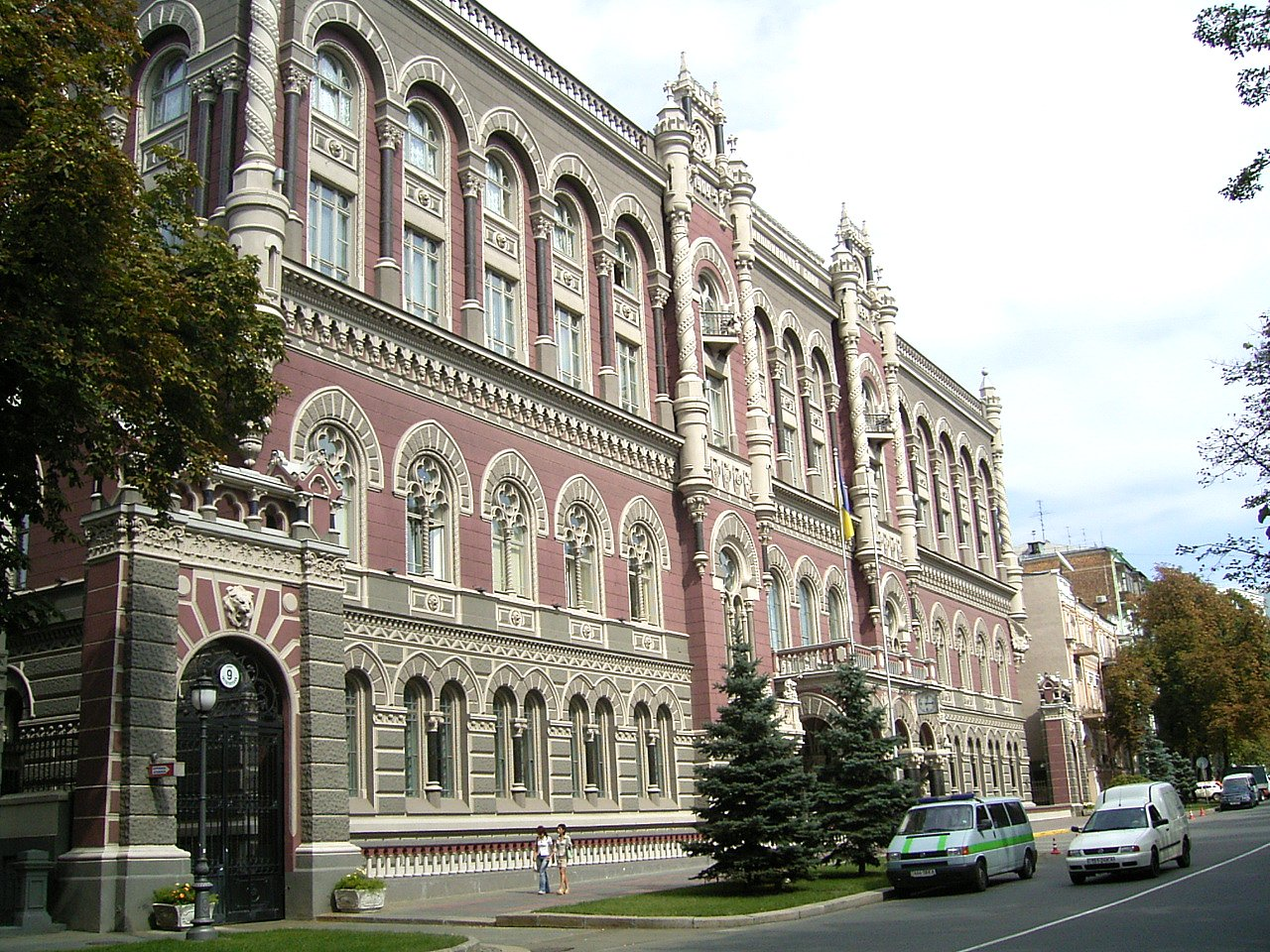
Будівля Національного банку України

- Художники: Таран Володимир, Харук Олександр, Харук Сергій.
- Скульптор — Дем'яненко Володимир.

## Вартість монети
Під час введення монети в обіг 2011 року, Національний банк України реалізовував монету через свої філії за ціною 1016 гривень.
Фактична приблизна вартість монети, з роками змінювалася так:
| Рік        | 2012  | 2013 | 2014  | 2015  | 2016  | 2017  | 2018  | 2019  | 2020  | 2021  | 2022  | 2023  | 2024  | 2025  |
| ---------- | ----- | ---- | ----- | ----- | ----- | ----- | ----- | ----- | ----- | ----- | ----- | ----- | ----- | ----- |
| Ціна, грн. | 1 000 | 900  | 1 000 | 1 000 | 1 900 | 2 000 | 1 500 | 1 600 | 1 500 | 1 800 | 2 400 | 4 000 | 6 800 | 7 200 |